# Nevado de Acay
Nevado de Acay är ett berg i Argentina.   Det ligger i provinsen Salta, i den norra delen av landet, 1 400 km nordväst om huvudstaden Buenos Aires. Toppen på Nevado de Acay är 5 750 meter över havet, eller 817 meter över den omgivande terrängen. Bredden vid basen är 18,1 km.
Terrängen runt Nevado de Acay är kuperad åt nordväst, men åt sydost är den bergig. Nevado de Acay är den högsta punkten i trakten. Runt Nevado de Acay är det mycket glesbefolkat, med 7 invånare per kvadratkilometer.. Närmaste större samhälle är Santa Rosa de Tastil, 19,3 km öster om Nevado de Acay. 
Trakten runt Nevado de Acay består i huvudsak av gräsmarker.